# Jacques de Châtillon-Dampierre

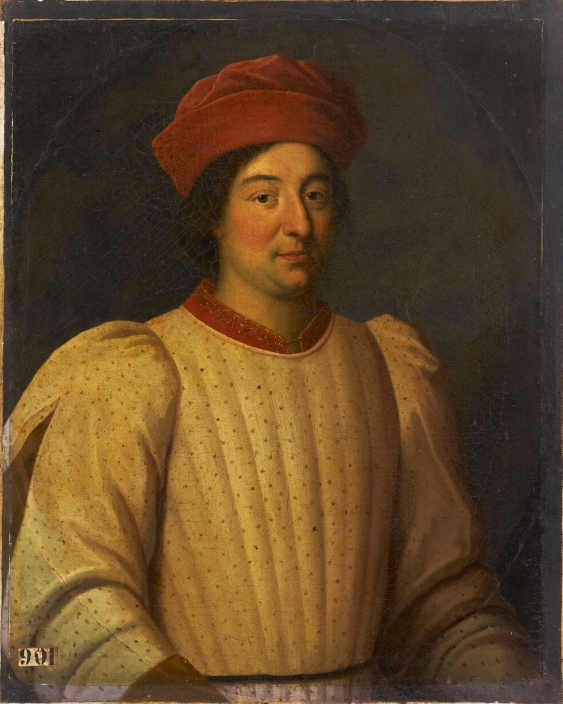
Jacques de Châtillon, Sire de Dampierre, 18. Jahrhundert, Schloss Versailles

Jacques de Châtillon, Seigneur de Dampierre (* um 1363; † 25. Oktober 1415 in der Schlacht von Azincourt) war ein französischer Adliger aus dem Haus Châtillon und Offizier im Hundertjährigen Krieg. Von 1408 bis zu seinem Tod war er Admiral von Frankreich.

## Leben
Jacques de Châtillon ist der ältere Sohn von Huges de Châtillon, Seigneur de Dampierre, und Agnès de Séchelles. Er ist somit ein Angehöriger des Hauses Châtillon und stammt aus dem Zweig Châtillon-Porcien.
Mit dem Tod seines Vaters zwischen 1382 und 1389 wurde er Seigneur de Dampierre, de Sompuis et de Rollancourt. Seine Mutter strengte 1390 gegen ihn einen Prozess wegen ihres Wittums an.
Er war französischer Rat und Kammerherr und wurde als Parteigänger des Herzogs von Burgund von König Karl VI. am 23. April 1408 anstelle von Pierre de Bréban, genannt Clignet, zum Admiral von Frankreich ernannt.
Im Jahr 1410 begleitete er den König bei dessen Auseinandersetzung mit Lüttich und schloss im gleichen Jahr in Boulogne einen Waffenstillstand mit den Abgesandten des Königs von England. Kurz darauf verlor er nach dem Sieg der Armagnaken das Amt des Admirals zugunsten von Clignet. Jacques de Châtillon zog sich daraufhin bis 1415 nach Dampierre zurück.
Er fiel am 25. Oktober 1415 in der Schlacht von Azincourt auf Seitens des Königs.

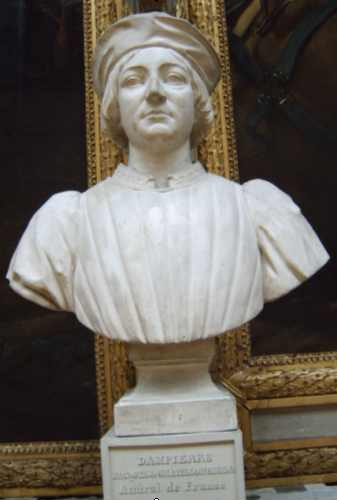
Eugène-André Oudiné, Büste Jacques de Châtillons in der Schlachtengalerie im Musée de l’Histoire de France in Versailles

## Ehe und Familie
Jacques de Châtillon war in erster Ehe mit einer unbekannten Frau verheiratet, die Ehe blieb ohne Nachkommen. 1392 heiratete er Jeanne de la Rivière († nach 1. September 1445), zu Beauval, Tochter von Bureau de la Rivière und Marguerite d’Anneau. Ihre Kinder waren:
- Jacques II. († kurz nach 1446) 1413 bezeugt, Seigneur de Dampierre, de Rollancourt et de Revel, französischer Rat und Kammerherr, Großbrotmeister von Frankreich; ⚭ kurz nach 1413 Jeanne Flotte, zu Revel, Escole († nach 16. März 1452[2]), Tochter von Antoine Flotte und Catherine de Cousan, Witwe von Antoine d’Auvergne und François d’Aubrechicourt, Seigneur de Rochefort
- Valéran († 13. Oktober 1473[3]), Seigneur de Beauval, de Dampierre et de Rollancourt; ⚭ Jeanne de Saveuse († 25. Januar 1501), Tochter von Jacques de Saveuse, genannt Morelet[4]
- Louis († nach 1460)
- Isabeau († um 1437); ⚭ 1435 Jean de Courtenay, Seigneur de Champignelles († 1. August 1472)
- Marguerite († um 1469); ⚭ 1435 Philippe de Fosseux, genannt le Borgne, Seigneur d’Arly
- Jaqueline; ⚭ Jean de Vertaing, Seigneur d’Aubigny
- Agnès; ⚭ NN de Fromont
- Tochter; ⚭ NN d’Auries
- Jeanne; ⚭ (1) Henri de Loustat; ⚭ (2) Nicolas de Marisy; ⚭ (3) David de Brimeu, Seigneur de Ligny, Gouverneur von Artois[5]
- Philippe († jung), bestattet in Rollancourt[6]

Darüber hinaus hatte er zwei uneheliche Söhne von einer unbekannten Frau:
- Jean, genannt Bâtard de Châtillon, kämpfte 1431 bei der Belagerung von Anglure
- Lancelot, genannt Bâtard de Châtillon, kämpfte bei Arras